# فتق راست‌روده
رکتوسل (به انگلیسی: Rectocele) به معنی بیرون زدگی راست‌روده (رکتوم) زنان به داخل فرج می‌باشد.
ضعف بافتهای نگهدارنده رکتوم موجب می‌شود راست روده به سمت دیواره خلفی واژن افتادگی پیدا کند. رکتوسل اغلب یا عارضه زایمان (بخصوص زایمان سخت) است یا بدنبال هیسترکتومی .